# Margarethental (Pfalz)
Das Margarethental bei  Forst an der Weinstraße ist Teil des Mittelgebirgszugs der Haardt, die den Ostrand des Pfälzerwalds zur Rheinebene bildet.

## Geographie
Etwa 800 Meter Luftlinie westlich von Forst an der Weinstraße liegt das östliche Ende des in Ost-West-Richtung verlaufenden Tals. Hier am Haardtrand, dem Übergang des Pfälzerwalds zur Oberrheinischen Tiefebene, ist ein kleiner Wanderparkplatz. Östlich des Tals befindet sich die Weinlage Musenhang.
Das Tal liegt größtenteils auf der Gemarkung von Forst; deutlich oberhalb der Talsohle verlaufen die Grenzen zu den Nachbarstädten Wachenheim an der Weinstraße und Deidesheim. Im südöstlichen Teil des Tals allerdings reicht die Deidesheimer Gemarkung bis nahe an die Talsohle herunter; hier, wo der Grenzverlauf von Richtung Süd-Nord beinahe rechtwinklig nach Südwest umspringt, liegt der als Kulturdenkmal ausgewiesene Loogfels A.
Durchzogen wird das Tal von einem Forstweg, die Zufahrt zu diesem ist im Osten bei dem Wanderparkplatz allerdings von einer Schranke versperrt. Am oberen – westlichen – Ende des Tals befindet sich der Rastplatz Grüne Bank, der von der Wachenheimer Ortsgruppe des Pfälzerwald-Vereins errichtet wurde. Von hier aus kann man weiter zum Eckkopf laufen oder wieder bergab: Im Norden und Nordwesten erstreckt sich das Wachenheimer Tal, im Nordosten liegt das Odinstal. Den Rastplatz Grüne Bank kreuzt außerdem der Prädikatswanderweg Pfälzer Weinsteig, der einige Meter östlich des Rastplatzes von Süden auf den Forstweg des Margarethentals einmündet; er führt von den Heidenlöchern auf dem Kirchberg hierher. In nordöstlicher Richtung führt er aus dem Margarethental wieder heraus zur Wachtenburg.
Einige Meter südöstlich des Rastplatzes ist die Quelle eines Bachs, der durch das Tal verläuft, genannt Hinterbrunnen. Der Bach ist allerdings trocken gefallen.

## Geschichte
In seinem westlichen Teil durchschneidet das Margarethental einen ca. 625 Meter langen und 175 Meter breiten Graben aus Basalt, der vom Pechsteinkopf stammt. Der Graben verläuft beinahe orthogonal zum Margarethental von Südwesten Richtung Nordosten; der südliche Teil ist etwas größer als der nördliche. Es handelt sich hierbei um das einzige Basaltvorkommen im Pfälzerwald.
Basalt wurde hier wohl bereits seit dem Mittelalter abgebaut, wobei dies zunächst mit einfachen Mitteln bewerkstelligt wurde: Steine wurden an der Oberfläche eingesammelt oder Brocken mit Handgeräten aus dem Gestein herausgebrochen. Einem alten Abkommen zufolge hatte Neustadt das Recht, hier „Pechsteine“ für die Pflasterung seiner Straßen abzuholen. Es war auf genau einen Tag im Jahr beschränkt, den Dienstag nach Pfingsten. Bis ins Jahr 1847 hatte dieses alte Abkommen Gültigkeit.

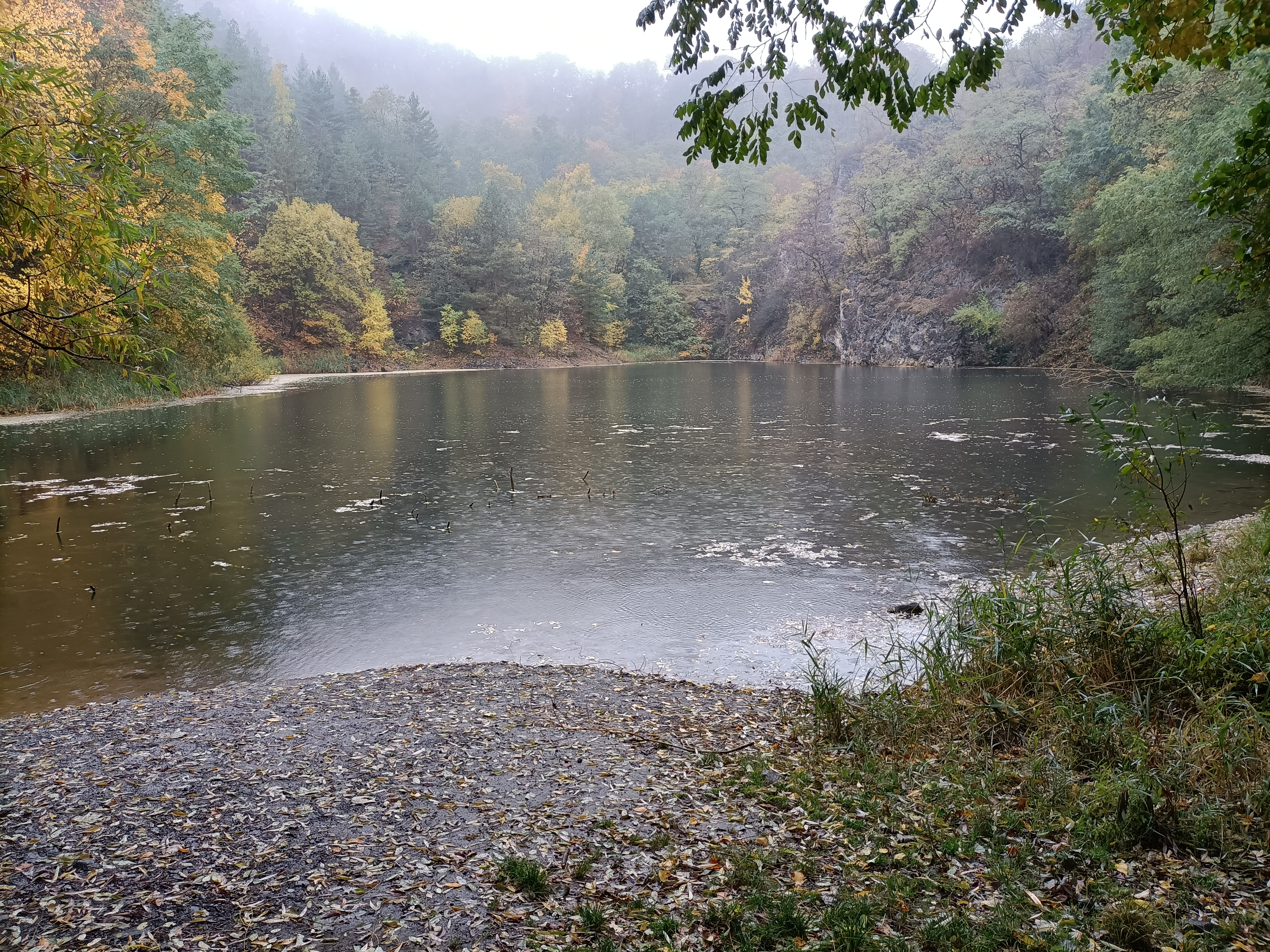
Südbruch

Mit den Abbrucharbeiten in größerem Stil wurde Mitte des 19. Jahrhunderts begonnen; im Nordbruch ab 1841, im Südbruch ab 1846. Es wurde Säulenbasalt abgebaut, also vulkanisches Gestein aus schnell erkalteter Lava.  Die Gemeinde Forst beaufsichtigte die Nutzung der beiden Basaltbrüche bis ins Jahr 1910; am 15. November dieses Jahres wurden sie an das Unternehmen Pfälzische Hartsteinwerke in Neustadt verpachtet (heute Basalt AG). Zwischenzeitlich brachte eine 2,8 Kilometer lange umlaufende Luftseilbahn den Basalt nach Deidesheim – in der Nähe des dortigen Bahnhofs wurde von der Basalt AG eine Asphaltmischanlage betrieben. Die Luftseilbahn ging 1911 in Betrieb und wurde 1969 stillgelegt; in diesem Jahr wurde sie durch eine Transportstraße ersetzt. Beim Südbruch wurden die Arbeiten 1964 eingestellt, im Nordbruch im Dezember 1990.

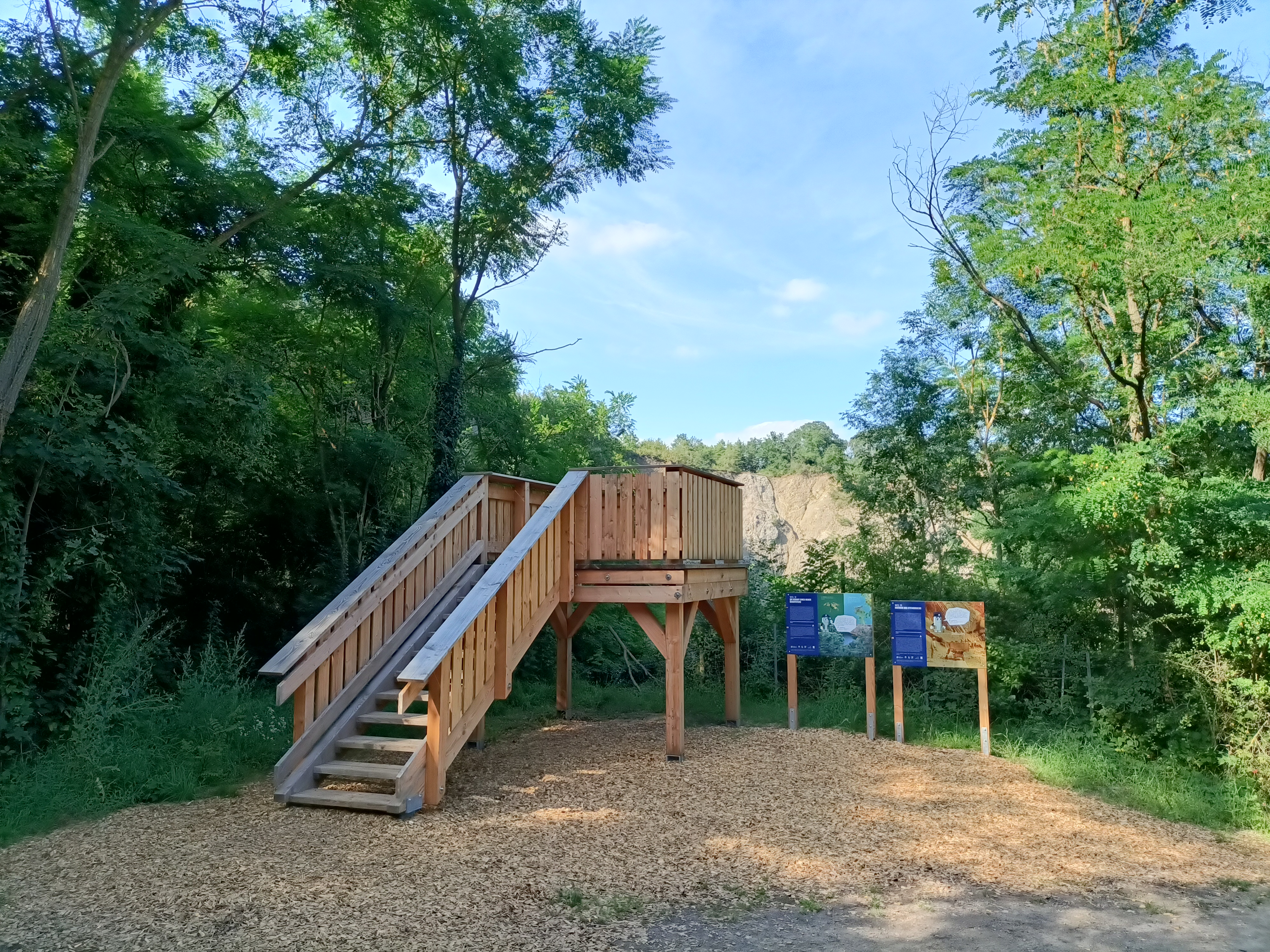
Aussichtsplattform beim Nordbruch

Zwei mit Wasser gefüllte künstliche Krater erinnern hier noch an die Abbruchtätigkeiten. Der Südbruch kann begangen werden, der Nordbruch ist dagegen aus Sicherheitsgründen abgesperrt: Seine Wände sind sehr steil und führen fast senkrecht in die Tiefe; da der Basalt AG keine ausreichend große Grundstücksfläche zur Verfügung stand, musste zum Abbauen des Basalts der Krater so geschaffen werden.
Am 17. Juni 2024 wurde eine kleine Aussichtsplattform beim Nordbruch eingeweiht, die einen guten Blick auf den Krater ermöglicht. Die etwa zwei Meter hohe Douglasienholzkonstruktion hat eine Grundfläche von 2,50 auf 2,50 Meter und steht ca. 7,50 Meter von der Abbruchkante entfernt. Zeitgleich mit der Errichtung der Aussichtsplattform wurden einige Informationstafeln entlang des Forstwegs zwischen dem Wanderparkplatz und dem Südbruch aufgestellt; sie erläutern die geologischen Besonderheiten, geben einen geschichtlichen Überblick über die Tagebautätigeiten aus der Zeit, als noch Basalt abgebaut wurde, und informieren über die Flora und Fauna im Tal.

## Naturschutz
Das Tal gehört zum Vogelschutzgebiet Haardtrand. Außerdem ist beinahe das gesamte Tal Teil des Naturschutzgebiets Haardtrand – Am Bechsteinkopf.